# Ksp 58
Ksp 58（Kulspruta 58）は、スウェーデンで国産化されたFN MAGである。1958年にスウェーデン軍が採用した。全軍で広く使用されていたが、1990年にKsp 90（ミニミ軽機関銃）が採用された後は車両や船舶の積載用機関銃として運用されることが多い。

## 概要
制式名称は「58年型機関銃」を意味する。
採用当時、軍部では短機関銃および自動小銃を近代的な突撃銃で更新する計画を立てていたものの、政治的な議論によりモデル選定は大幅に遅延していた。そのため、7.62x51mm NATO弾を使用するFN MAG機関銃を原型としながらも、Ksp 58はm/96小銃やm/42自動小銃と同一の標準小銃弾6.5x55mm弾を使用する機関銃として設計された。1964年、新型突撃銃として7.62x51mm弾を使用するAk 4小銃が採用される。これに合わせて7.62x51mm弾仕様であるKsp 58Bが設計され、1970年代を通じて改修が行われた。
陸軍の主力部隊では、1960年までにKsp m/36機関銃（改良型M1917重機関銃）を完全に更新した。一方、海軍沿岸砲兵隊や要塞部隊（ボーデン要塞など）では、以後も旧式機関銃が使われた。

## 運用
元々、Ksp 58は3人（射手、装填手、指揮者）で運用する装備とされていた。これら3名の兵士から成る機関銃チームは、しばしば援護班（understödsgrupp）や援護小隊（understödspluton）に組み込まれていた。その後、66年歩兵旅団編成や77年歩兵旅団編成といった陸軍内の部隊編成制度の変更によって機関銃チームは射撃班（skyttegruppe）と統合され、以後は指揮者を除いた2人で運用する装備とされた。1990年代に入って陸軍の機械化が進むと、車両搭乗時の都合からKsp 58に装填手を付けず射手のみに運用させることも増えたが、持ち運べる予備弾薬が2人運用時よりも少ないという問題があった。この点は射撃班付機関銃を小口径のKsp 90（ミニミ軽機関銃）に更新する理由の1つとなった。Ksp 90の採用後は車両や船舶向けの積載機関銃として運用されることが多い。
海軍水陸両用軍団の一部では、2人（射手、装填手）で運用する機関銃としてKsp 58が配備されている。また、郷土防衛隊でも、2人運用の機関銃として広く配備されている。

## 操作
Ksp 58は弾帯装填式の機関銃である。弾帯は50発ごとに区切られていて、必要に応じ複数接続することができる。ただし、装填時には最初の1発を外さなければならない為、装填数は49発や99発などとなる。弾帯は布製ポーチ（kassett）か金属製弾薬箱に収納して運搬される。布製ポーチには1区切り分（50発）の弾帯が収められており、弾薬箱には250発分の接続された弾帯が収められている。銃身は数秒で交換できるように設計されている。スウェーデン軍においては、250発の射撃を行った後は冷却の為に予備銃身への交換を行うよう定められている。

### 付属品
標準的なKsp 58は、機関銃本体、銃身2本、銃身ケース、弾薬箱2個、弾薬ポーチ2個、負革、クリーニングロッド、予備部品、手入れ用具が木箱に収められた状態で引き渡される。このほか、雪上設置用の台（Snöstöd）や演習用空砲アダプタなどが付属する場合もある。

## 派生型

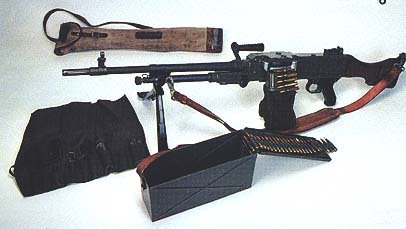
Kps58

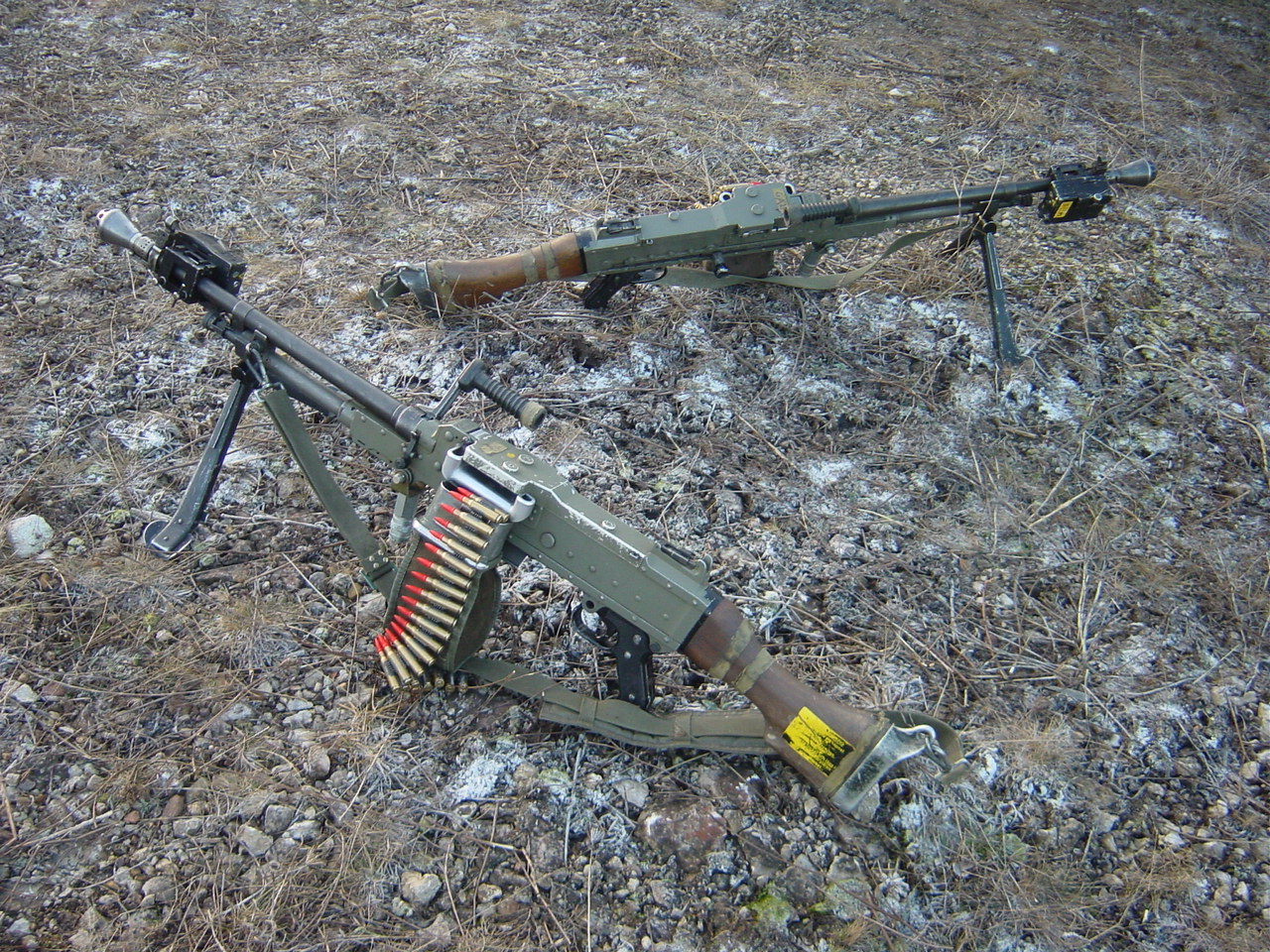
空砲アダプタおよびレーザー交戦装置を取り付けたKsp 58B。弾帯は50発用ポーチに収められている。空包であることを示す為に弾頭が赤く塗られている。

Ksp 58
1958年に採用されたモデル。6.5x55mm弾仕様。
Ksp 58B
1970年代初頭に改修されたモデル。7.62x51mm NATO弾仕様。歩兵用機関銃としては重量があり過ぎたKsp m/42B（改良型M1919A6重機関銃）を更新した。照準器用ピカティニー・レールを追加したものはKsp 58B2と呼ばれる。Ksp 90採用後は主に郷土防衛隊で使用されている。
Ksp 58C
車載型。Stridsfordon 90歩兵戦闘車C型において、A型およびB型に搭載されていたKsp m/39（改良型M1919A4重機関銃）を更新する形で搭載された。Ksp 58Cの引渡しは2004年秋から始まった。
Ksp 58 Strv
車載型。銃床が除去されている。Strv.103戦車などに搭載された。
Ksp 58D
Ksp 58Bの近代化改修型。かつては「試験」（försök）を意味するFを付してKsp 57DFとも呼ばれた。次のような改良点があるとされる。
- 照準器用ピカティニー・レールの追加。試験モデルのうち半数は調整可能、半数は固定式のレール。
- Aimpoint（スウェーデン語版）製ドットサイトの採用。
- レールの設置に伴い、キャリングハンドルの長さが従来の半分まで短縮される。
- 折畳式銃床。
- 銃身は従来より100mm短縮され、夜間射撃を考慮した消炎器が追加される。
- 銃身のフルート加工。冷却効率の向上および軽量化を目的とする。
- 射撃速度を調整するガス規整子は8点式から4点式に改められた。4段目は赤く塗装されており、緊急時のみ用いることを想定している。
- 従来の50発用ポーチに代わる100発用ポーチ。
- 新型の弾薬箱・付属品入れ。

従来のモデルと同等の機能を備えつつ、銃本体の重量は3kg軽量化されているという。
Ksp 58E
ドアガン型。Hkp 10およびHkp 15に搭載されている。